# Liczby automorficzne
Liczby automorficzne – liczby, które podniesione do kwadratu zawierają w końcówce same siebie. Liczby automorficzne w zapisie dziesiętnym kończą się 5 lub 6.
Oto dwa przykłady:
- 76 x 76 = 5776
- 625 x 625 = 390625

Oto kilka początkowych liczb automorficznych: 
- 0,  1,  5,  6,  25,  76,  376,  625,  9376,  90625,  109376,  890625,  2890625,  7109376,  12890625,  87109376,  212890625,  787109376,  1787109376,  8212890625,  18212890625,  81787109376,  918212890625,  9918212890625,  40081787109376,  59918212890625, ...

Liczby te zawierają same siebie tworząc dwie nieokresowe 'liczby nieskończone':
- ..........256259918212890625
- ..........743740081787109376